# Post-nominal letters
Post-nominal letters – kilkuliterowe skróty dopisywane po nazwisku w Wielkiej Brytanii oraz kilkunastu krajach z tradycjami Imperium Brytyjskiego. Używane są w sytuacjach oficjalnych, a także w życiu zawodowym i naukowym. Przekazują informację o odznaczeniach państwowych, jakimi została uhonorowana dana osoba. W Wielkiej Brytanii ich zastosowanie jest szersze – oprócz odznaczeń mogą one informować o posiadanym wykształceniu, stopniach naukowych, tytułach i uprawnieniach zawodowych, funkcjach politycznych, a nawet o przynależności do niektórych stowarzyszeń.
Porównywalnymi skrótami występującymi na co dzień w języku polskim są oznaczenia przynależności zakonnej, dopisywane po nazwiskach przez część osób duchownych.

## Wybrane skróty spotykane w Wielkiej Brytanii

### Odznaczenia
- KG, LG – osoby uhonorowane Orderem Podwiązki (w zależności od płci)
- KT, LT – osoby uhonorowane Orderem Ostu (w zależności od płci)
- GCB, KCB, DCB, CB – osoby uhonorowane Orderem Łaźni (w zależności od płci i klasy orderu)
- GCMG, KCMG, DCMG, CMG – osoby uhonorowane Orderem św. Michała i św. Jerzego (w zależności od płci i klasy orderu)
- GCVO, KCVO, DCVO, CVO, LVO, MVO – osoby uhonorowane Królewskim Orderem Wiktorii (w zależności od płci i klasy orderu)
- GBE, KBE, DBE, CBE, OBE, MBE – osoby uhonorowane Orderem Imperium Brytyjskiego (w zależności od płci i klasy orderu)
- CH – osoby uhonorowane Orderem Kawalerów Honorowych

### Funkcje polityczne
- PC – członek Tajnej Rady
- MP – członek Izby Gmin[1]
- MEP – członek Parlamentu Europejskiego
- MSP – członek Szkockiego Parlamentu
- AM – członek zgromadzenia regionalnego Walii lub Londynu
- MLA – członek Zgromadzenia Irlandii Północnej

### Stopnie naukowe
- BA, BSc, LLB, BCL – licencjat (w zależności od dziedziny)
- MA, LLM, MCL, MJur, MSc – magister (w zależności od dziedziny)
- PhD (DPhil), LLD – doktor (w zależności od dziedziny)
- DCL (Hon), LLD (Hon) – doktor honoris causa (w zależności od dziedziny)

W krajach anglosaskich „profesor” jest wyłącznie nazwą stanowiska zajmowanego w strukturze uczelni lub placówki naukowej, a także formą grzecznościową. Nie jest natomiast samodzielnym stopniem lub tytułem naukowym. Nie występuje także stopień doktora habilitowanego.

### Inne
- KC, QC – radca króla/królowej – prawniczy tytuł zawodowy, którego posiadacze uważani są za elitę adwokatury (w zależności od płci panującego monarchy)